# Stroc
Stroc (albanisch auch Stroci, serbisch Стровце Strovce) ist ein Dorf im Kosovo. Es gehört zu der Gemeinde Vushtrria.

## Bevölkerung
| Jahr | Einwohner |
| ---- | --------- |
| 1948 | 535       |
| 1953 | 599       |
| 1961 | 640       |
| 1971 | 804       |
| 1981 | 1014      |
| 1991 | 1121      |
| 2011 | 865       |

In der Volkszählung im Jahr 2011 lebten 865 Einwohner in Stroc.